# Kościół Podwyższenia Krzyża Świętego w Cekcynie
Kościół pw. Podwyższenia Krzyża Świętego – rzymskokatolicki kościół parafialny należący do dekanatu Tuchola diecezji pelplińskiej.
Świątynia została wzniesiona w 1869 roku w stylu neogotyckim. Jest to budowla murowana wybudowana z palonej cegły i nieotynkowana. Świątynia jest jednonawowa, jej wymiary to 44 metry długości na 18 metrów szerokości, nie posiada kaplic, dobudowane są do niej dwie kruchty i zakrystia.
Kościół został zbudowany na miejscu poprzedniej, drewnianej świątyni, o której wzmianki pochodzą z XVI wieku. Kościół poświęcony został 14 września 1870 roku, w święto Podwyższenia Krzyża Świętego, przez ks. Kopala z Tucholi. Konsekracji 11 września 1977 roku dokonał ks. bp Bernard Czapliński, ówczesny biskup pomocniczy chełmiński.
Wieża kościelna jest w całości z cegły, ma 50 metrów wysokości, a jest na niej zegar z tarczami z trzech stron i wewnątrz niej znajdują się dzwony. Najstarszy dzwon, zawieszony już w 1869 roku dedykowany Matce Bożej i św. Pawłowi, pękł w 1982. Dwa kolejne wykonano w 1970 roku w odlewni z Wrocławia. Jeden ma 346 kg i średnicę 81 cm, a drugi 98 kg i 55 cm średnicy. Dzwony napędzane są elektrycznie. 14 września 2001 roku, z inicjatywy Towarzystwa Miłośników Ziemi Cekcyńskiej, uruchomiono podświetlenie wieży kościelnej.
Ściany zdobi w sumie dziewięć witraży, a na niższej wysokości po przeciwległych stronach nawy znajdują się stacje drogi krzyżowej. Tylna część kościoła mieści chór muzyczny powstały w 1870 roku, wzniesiony w stylu neoromańskim oraz 15-głosowe organy. Strop wykonany jest z drewna. Bogata polichromia świątyni pochodzi z 1912 roku, jej autorem był malarz Władysław Drapiewski.
Mieszczące się w prezbiterium ołtarz i ambonka wykonane są z piaskowca. Zastąpiły wcześniejszy ołtarz z 1870 roku, składający się z mensy ze sztucznego kamienia i nastawy z drewna, ozdobionej ornamentacyjnymi figurkami. Obecny ołtarz zawiera relikwie św. Gaudentego i Innocentego.
Po zachodniej stronie kościoła znajduje się cmentarz, na którym spoczywają księża proboszczowie parafii.
Kościół wpisany został do rejestru zabytków w 1999 roku.

Kościół pw. Podwyższenia Krzyża Świętego w Cekcynie
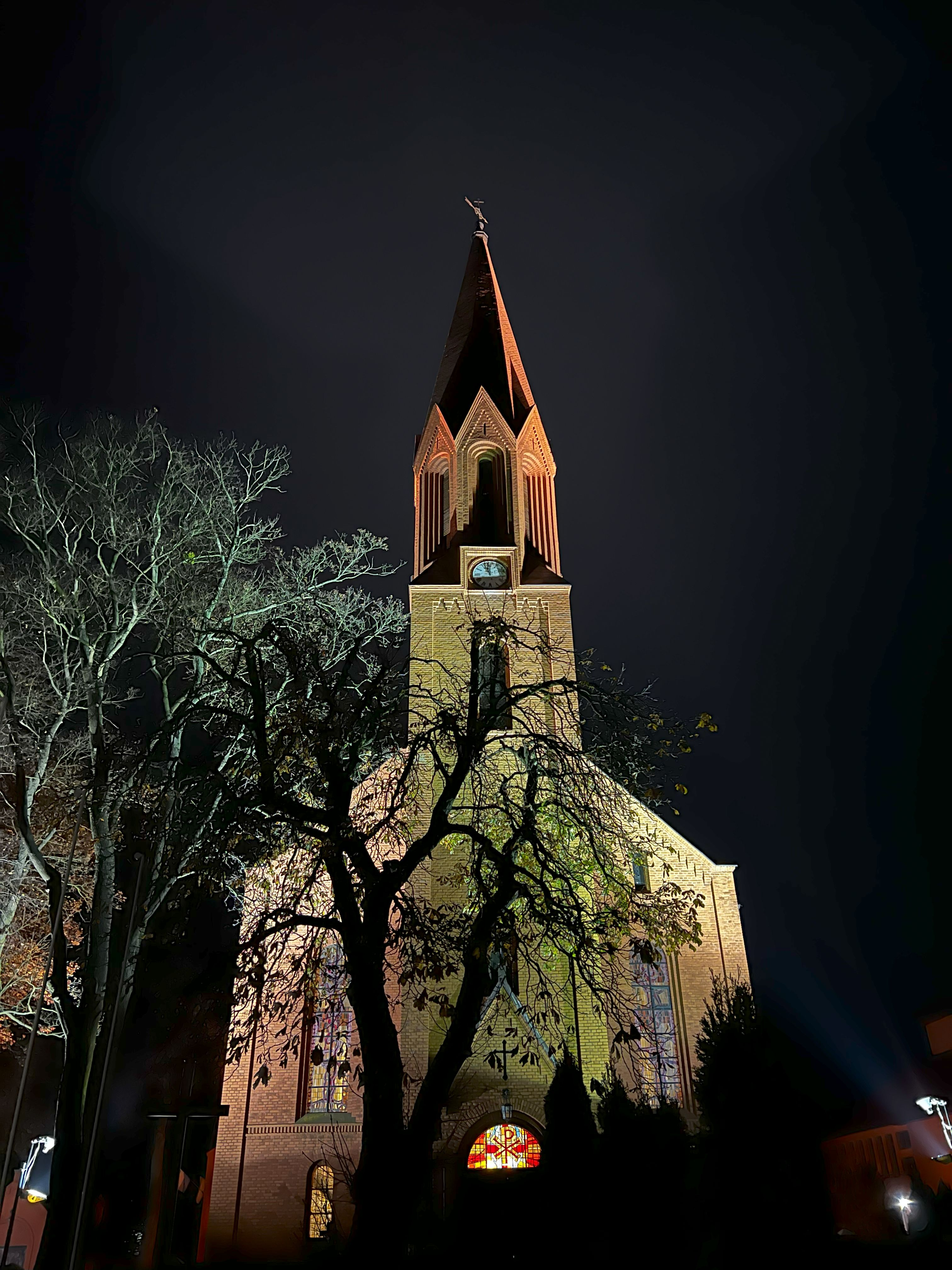
Widok na podświetlony front kościoła
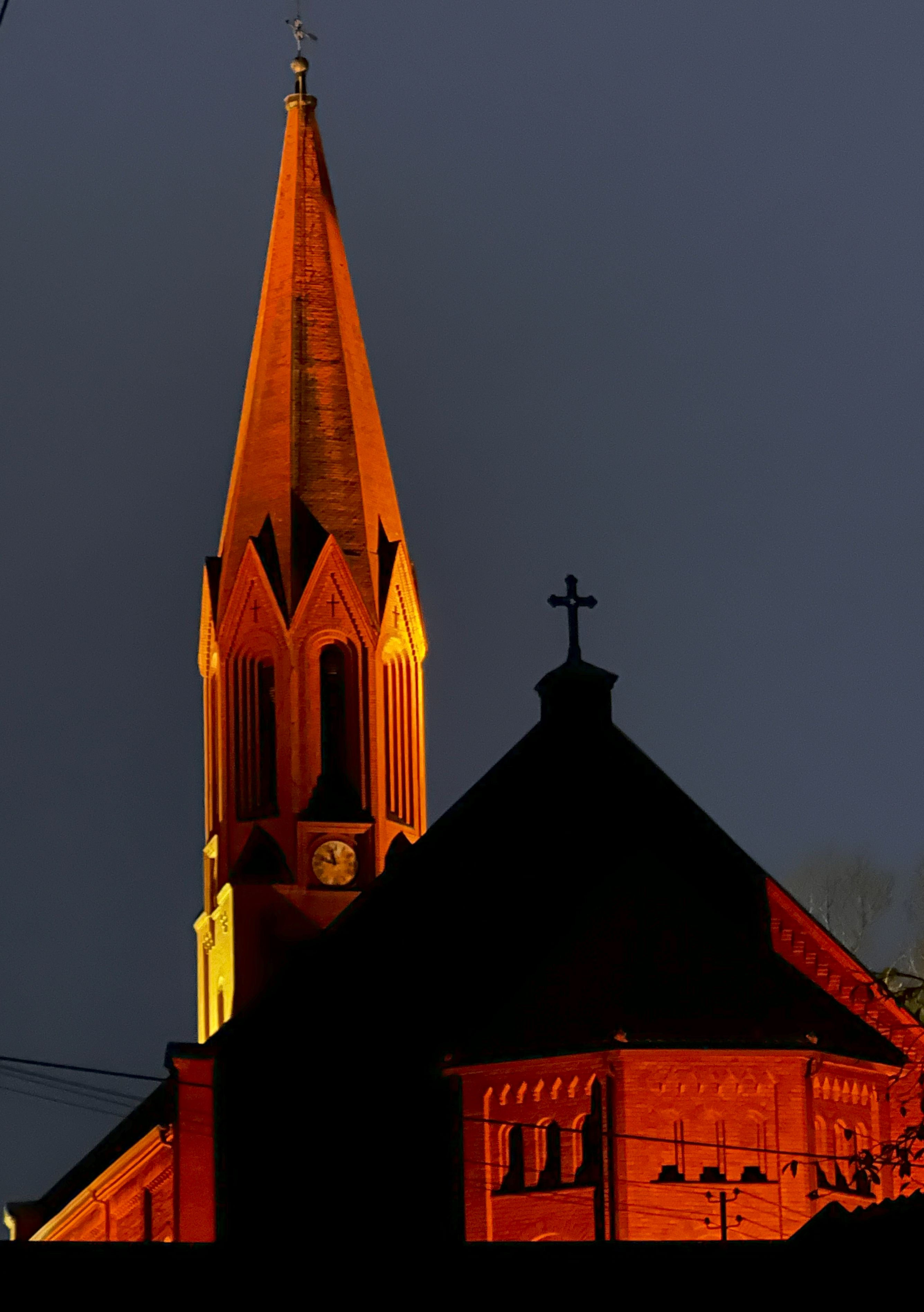
Widok na podświetloną północną stronę
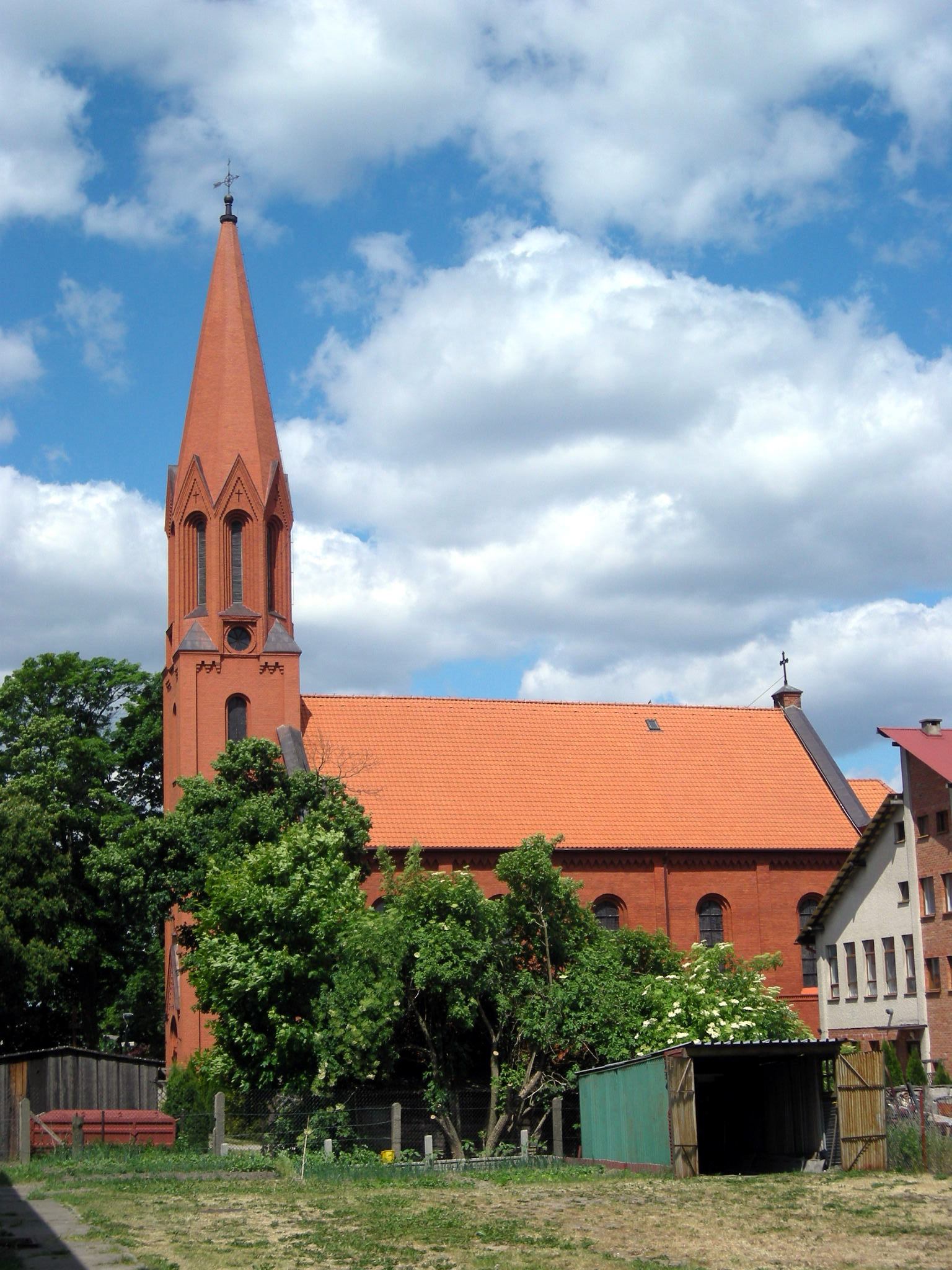
Widok na wschodnią stronę, z okolicy cmentarza
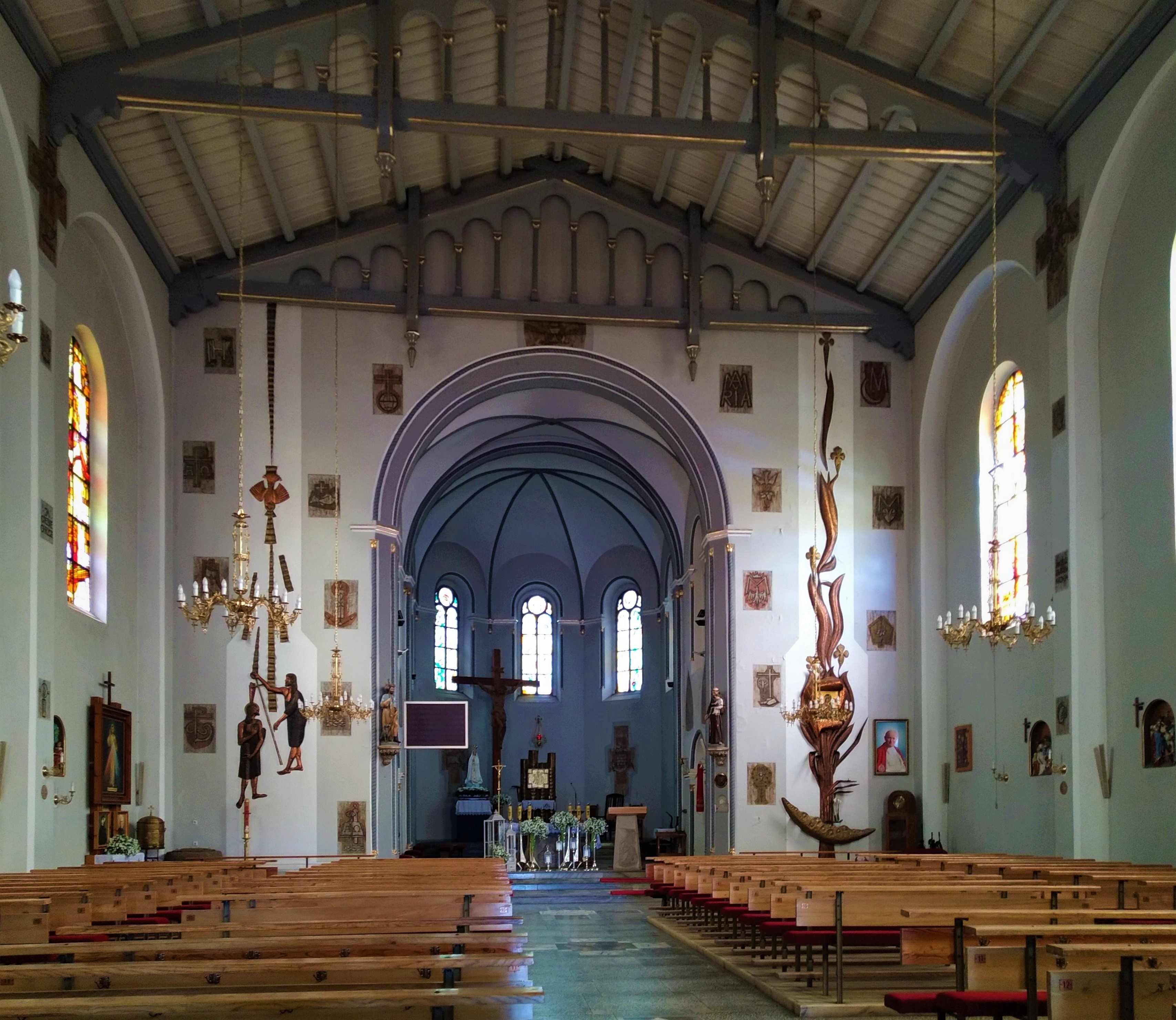
Prezbiterium wewnątrz kościoła
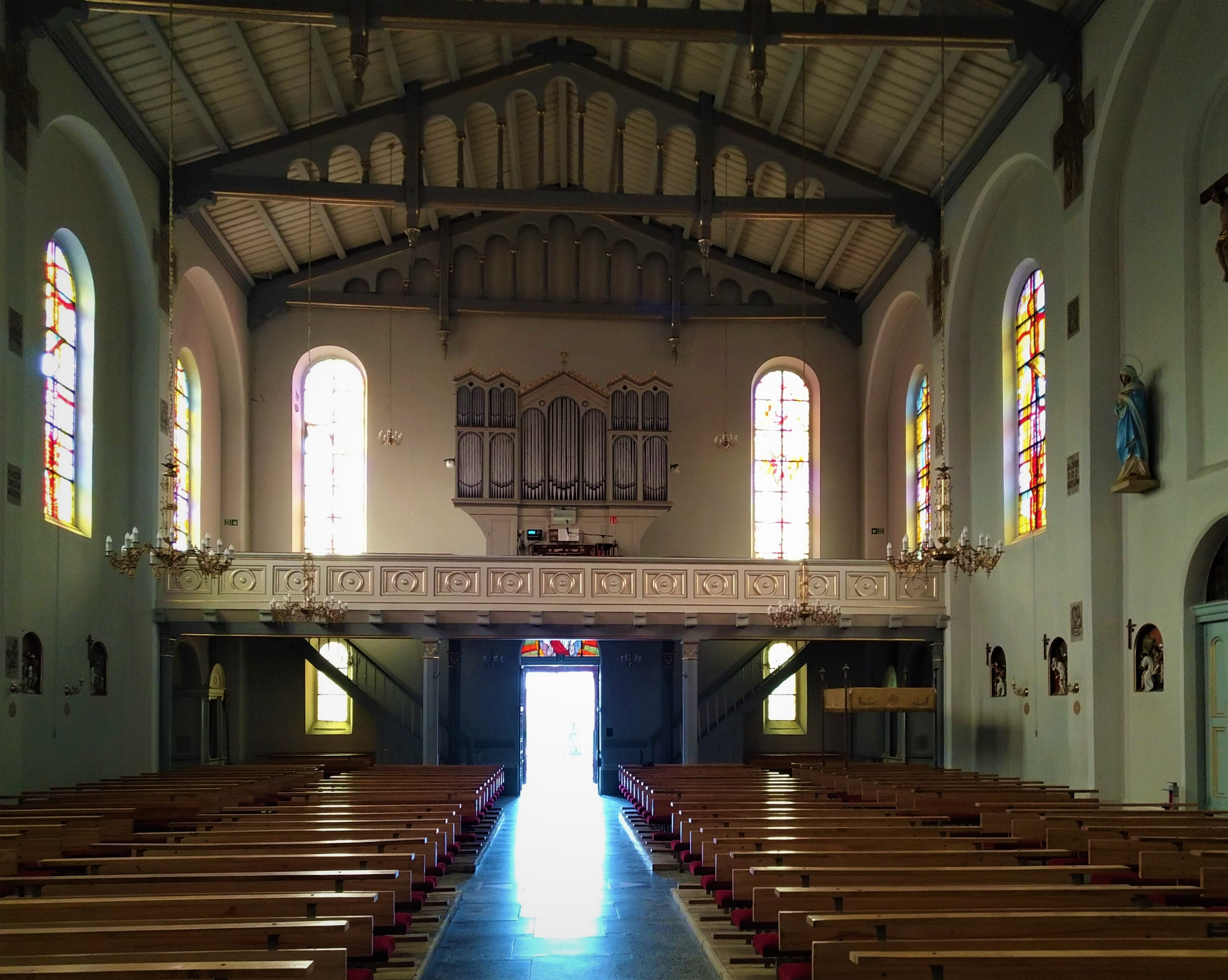
Widok na chór i organy